# Guerville (Yvelines)
Guerville is een plaats in Frankrijk. Het ligt op 44 km ten westen van het centrum van Parijs. De gemeente is over verschillende woonkernen verdeeld. Die liggen zelf geen van alle aan de Seine, maar het grondgebied van de gemeente ligt dat wel.

## Kaart
De onderstaande kaart toont de ligging van Guerville (Yvelines) met de belangrijkste infrastructuur en aangrenzende gemeenten.

## Demografie
Onderstaande figuur toont het verloop van het inwonertal, bron: INSEE-tellingen. 